# Pazo

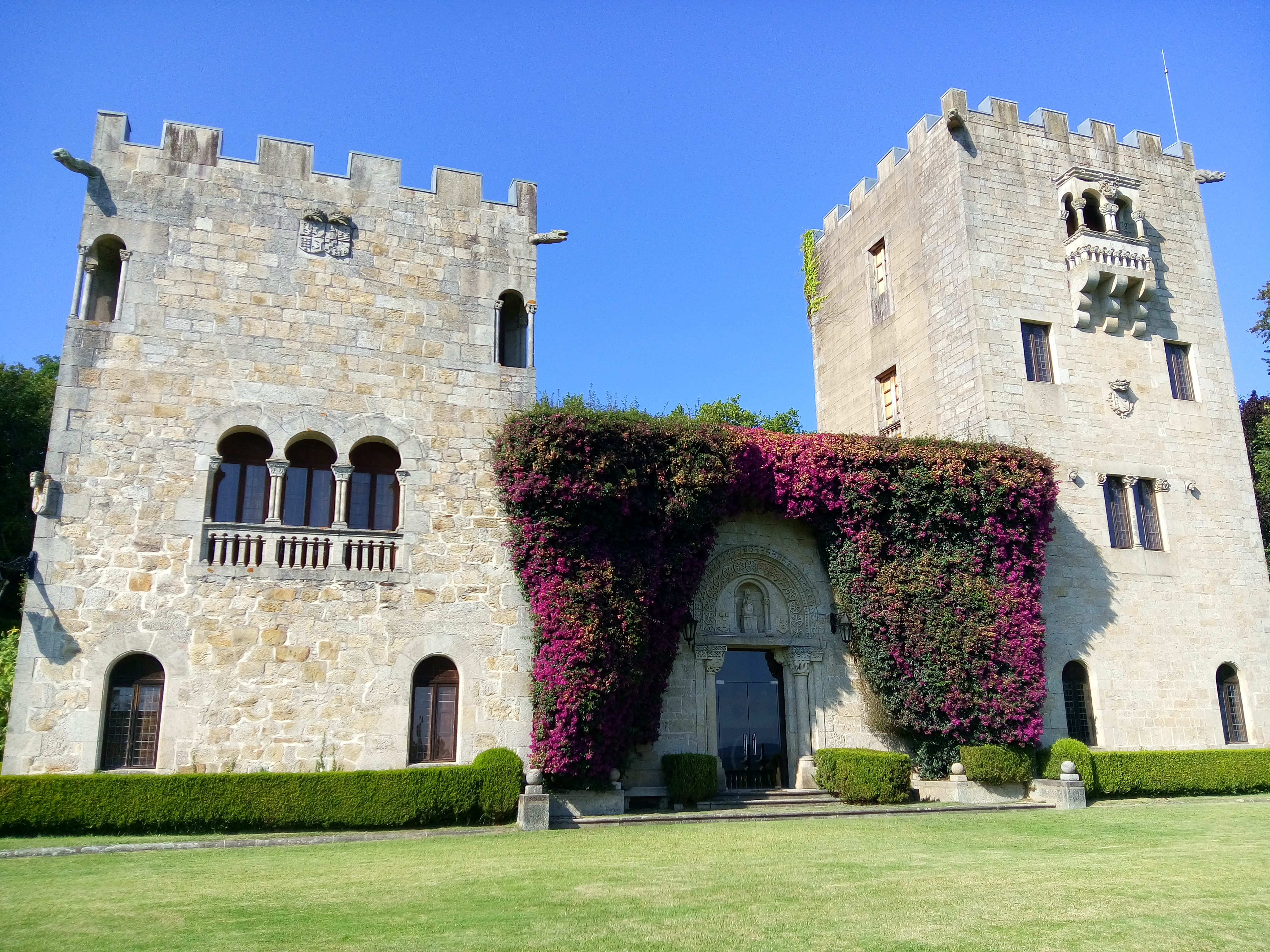
Pazo de Meirás în Sada, Galicia (secolul al 19-lea)

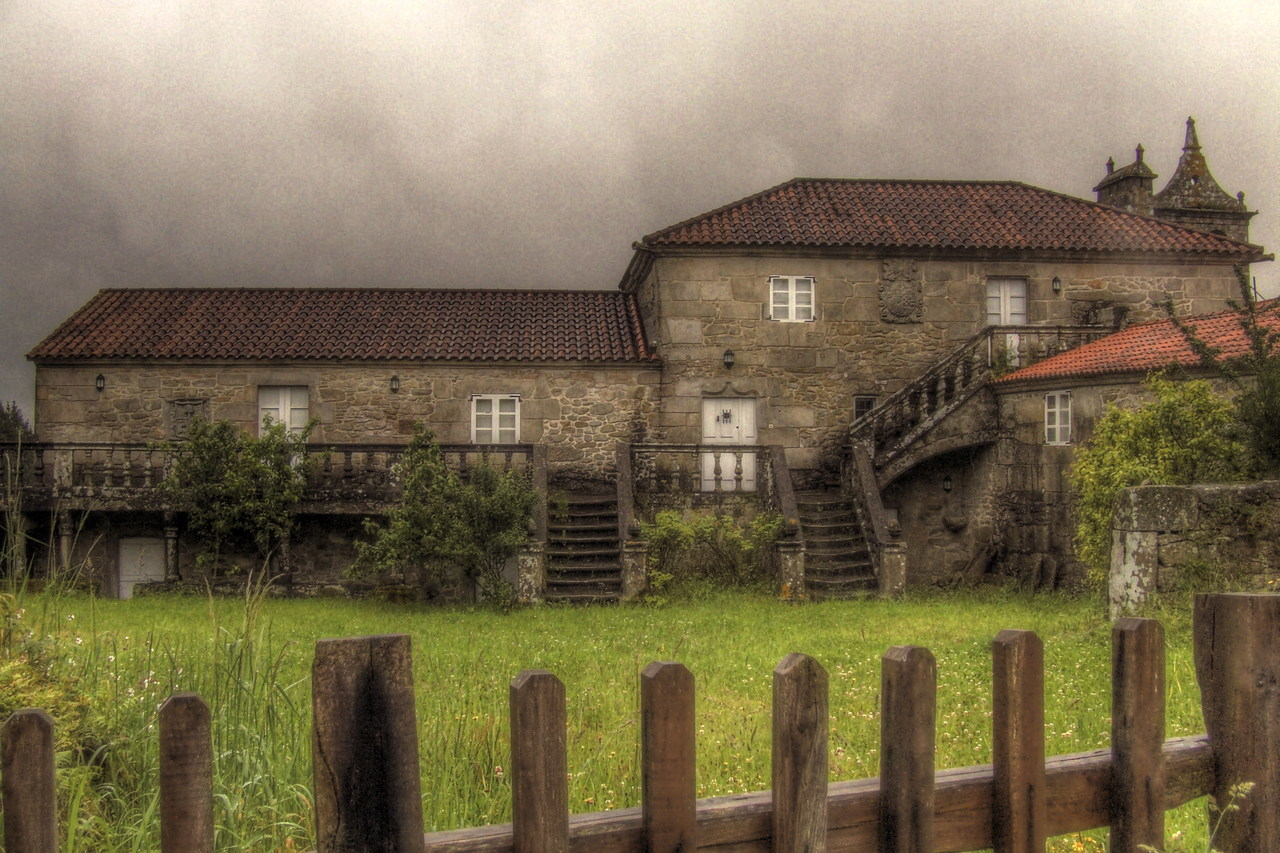
Pazo de Leis, la parohia Barro, comuna Baña

Termenul spaniol pazo desemnează un anumit tip de casă tradițională galiciană.
Similar unei case de conac, pazo-urile sunt de obicei situate în mediul rural, ca foste reședințe ale unor persoane importante din comunitate (foste ale regilor și nobilimii). Au avut o importanță crucială timp de vreo trei secole (între secolele al 17-lea și al 19-lea, fiind legate de arhitectura rurală și monahală și de sistemul de organizare feudală spaniol și constituind un tip de unitate de management local în jurul căreia se învârtea viața sătenilor.
În timp, au devenit simbolul social și refugiul clasei nobiliare, pe care Otero Pedrayo l-a portretizat în romanele sale de la începutul secolului al 20-lea.

## Etimologie
Cuvântul pazo este un cognat al palatului impunător și provine din latina palatiu(m). Ca o curiozitate, cuvântul portughez, apropiat de limba galegiană, pentru a spune palat este paço (în loc de palácio). În acest sens, Paço Imperial din Rio de Janeiro, construit în secolul al XVIII-lea, este un exemplu al corespondentului portughez al acestui tip de clădire.

## Context istoric
Pazo-ul, ca structură arhitecturală civilă tradițională, avea asociată o rețea socială: servitorii nobilului și tributarii domeniului, care veneau ei înșiși să locuiască pe terenul pazo-ului (în mare parte primii). Un pazo constă de obicei dintr-o clădire principală înconjurată de grădini, un porumbar și include adesea anexe, cum ar fi mici capele pentru sărbători religioase. Un exemplu este pazo de Cadro din Marin, sediul Casei de Romay, care avea o capelă dedicată Sfintei Barbara.

## Galerie

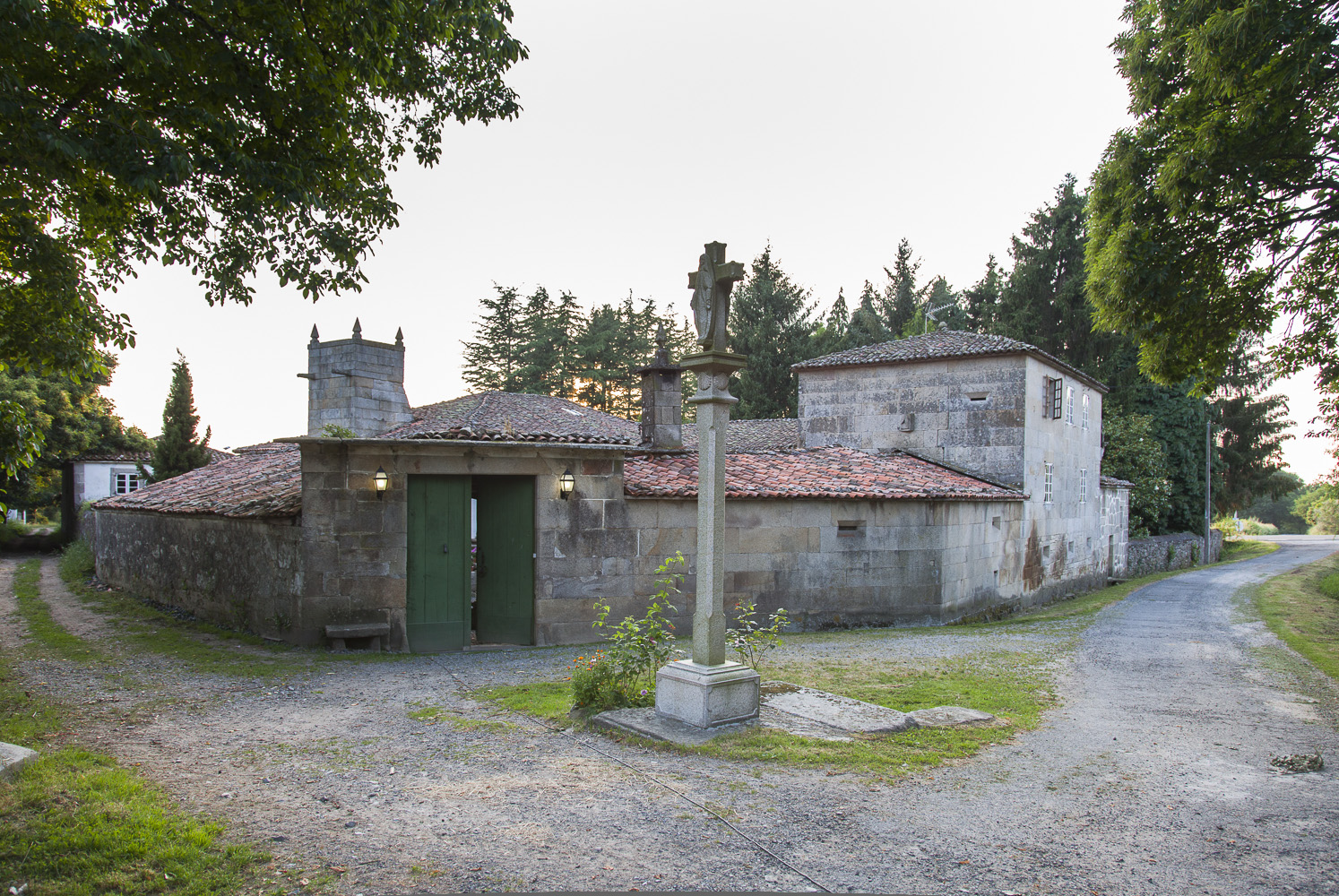
Intrarea principală a Pazo de Vilane
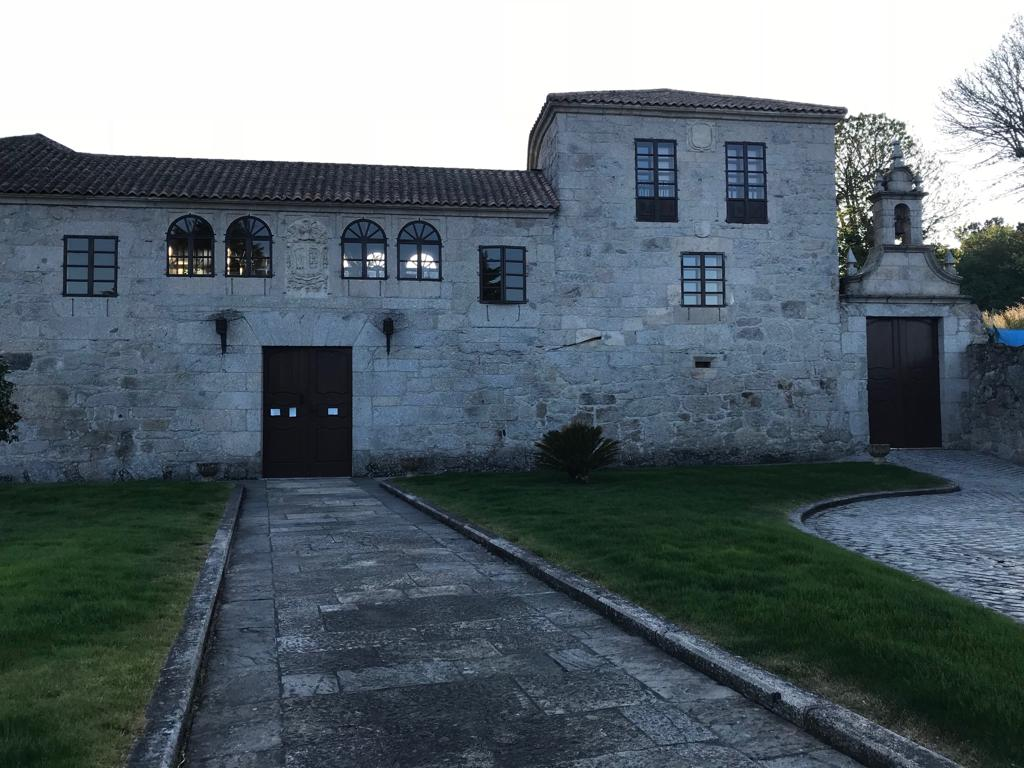
Intrarea principală a Pazo do Piñeiro
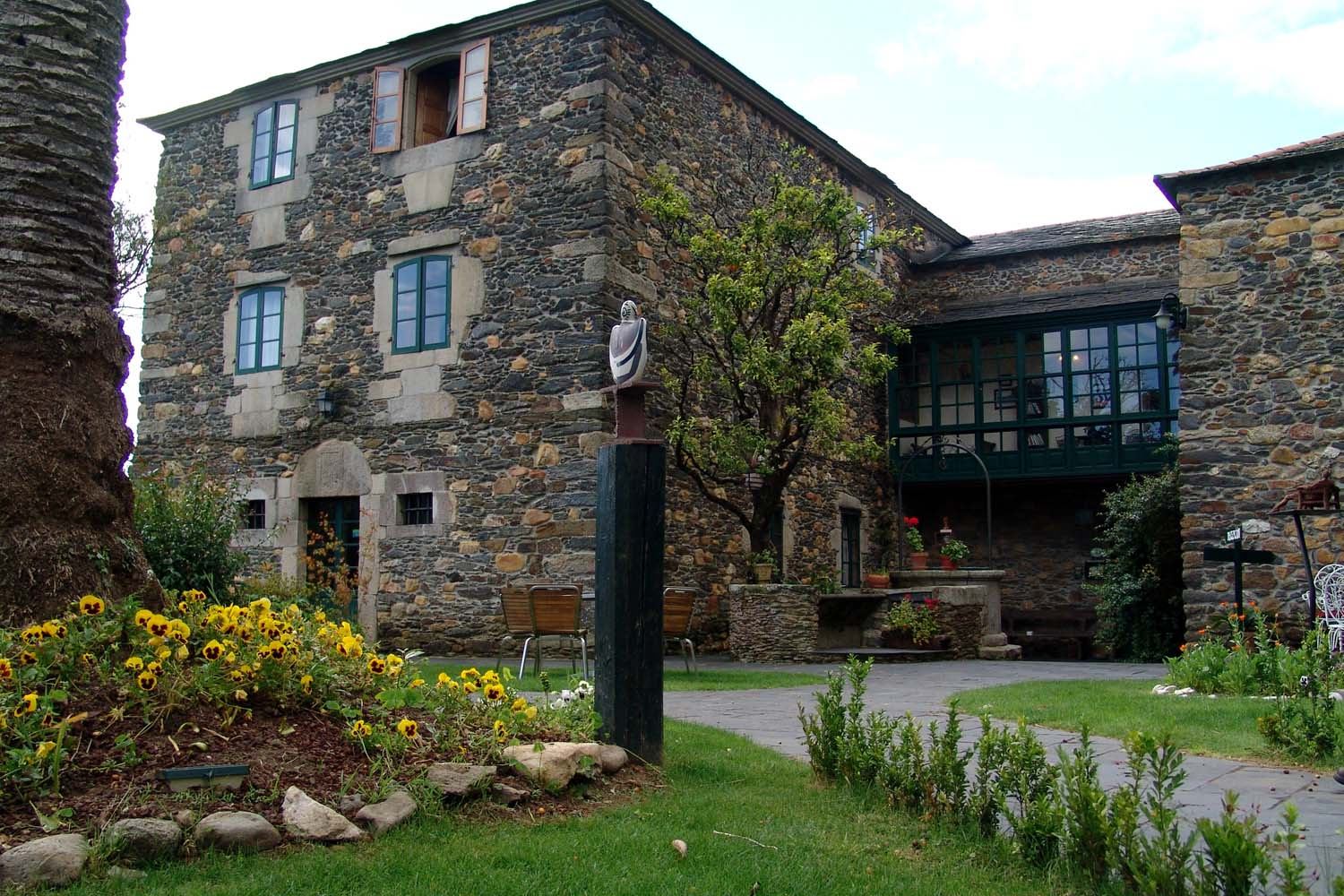
Pazo da Trave, Viveiro
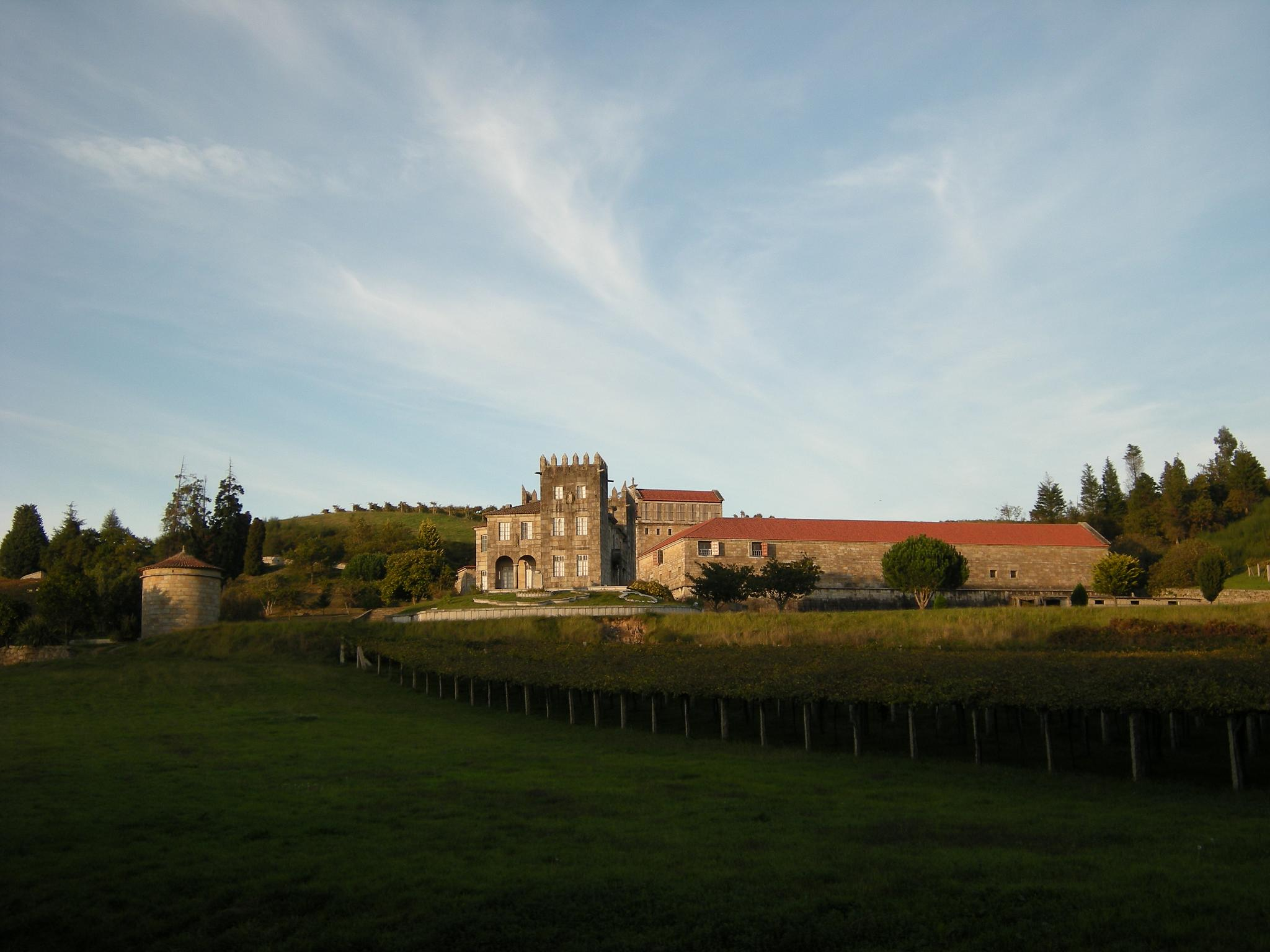
Pazo Baión, Vilanova de Arousa
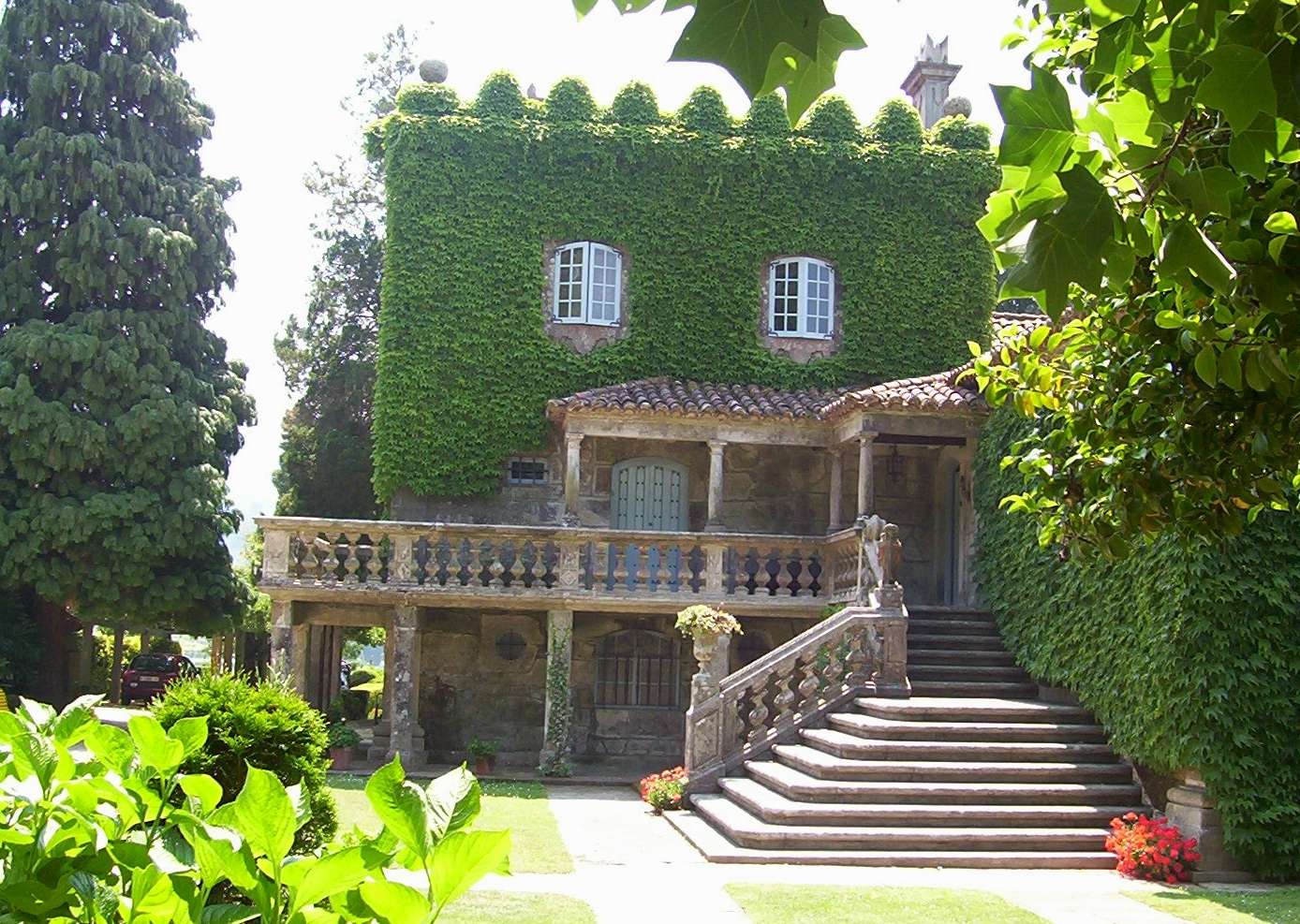
Pazo de Pousadouro, Redondela
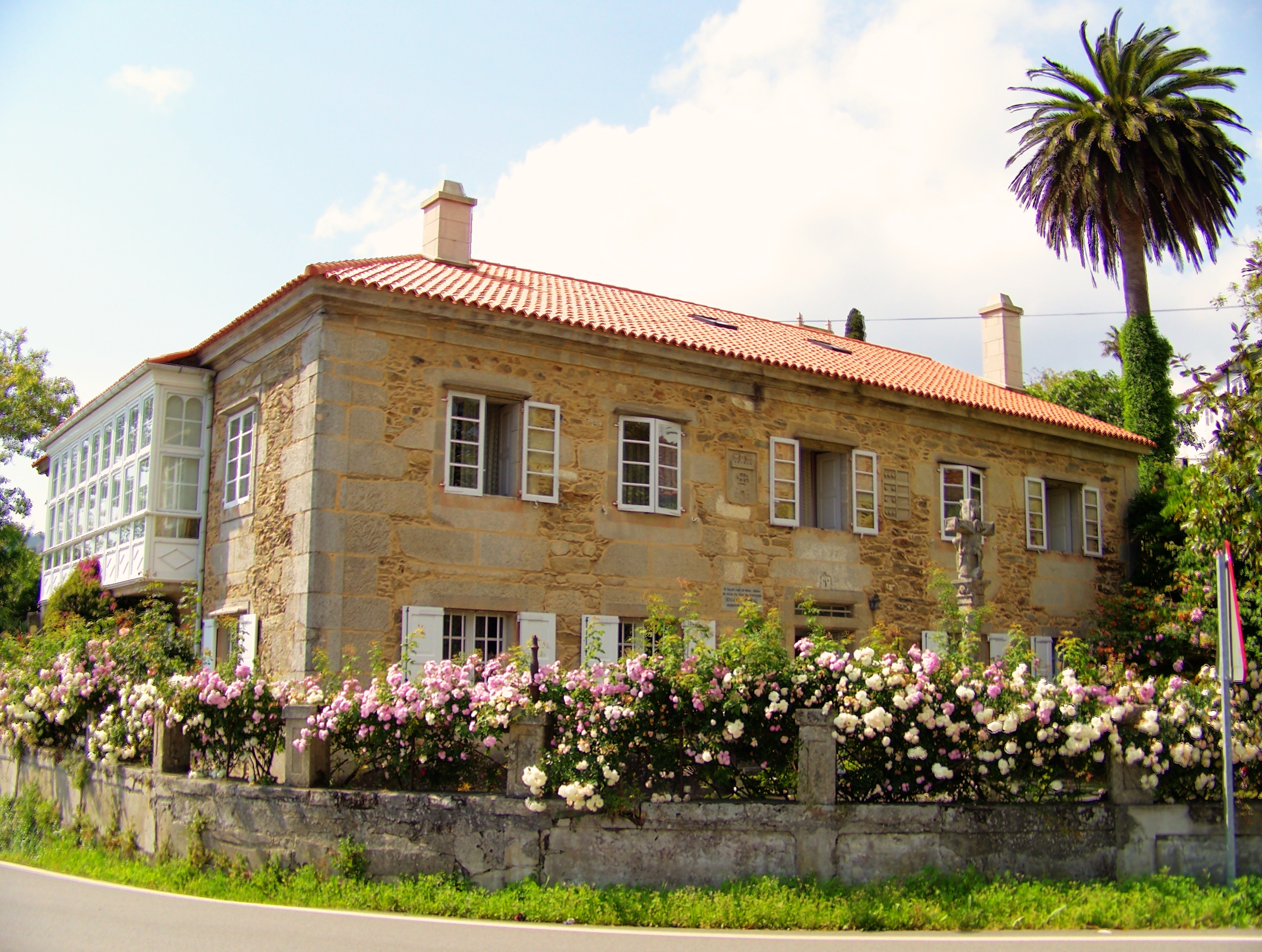
Pazo Pondal, Ponteceso
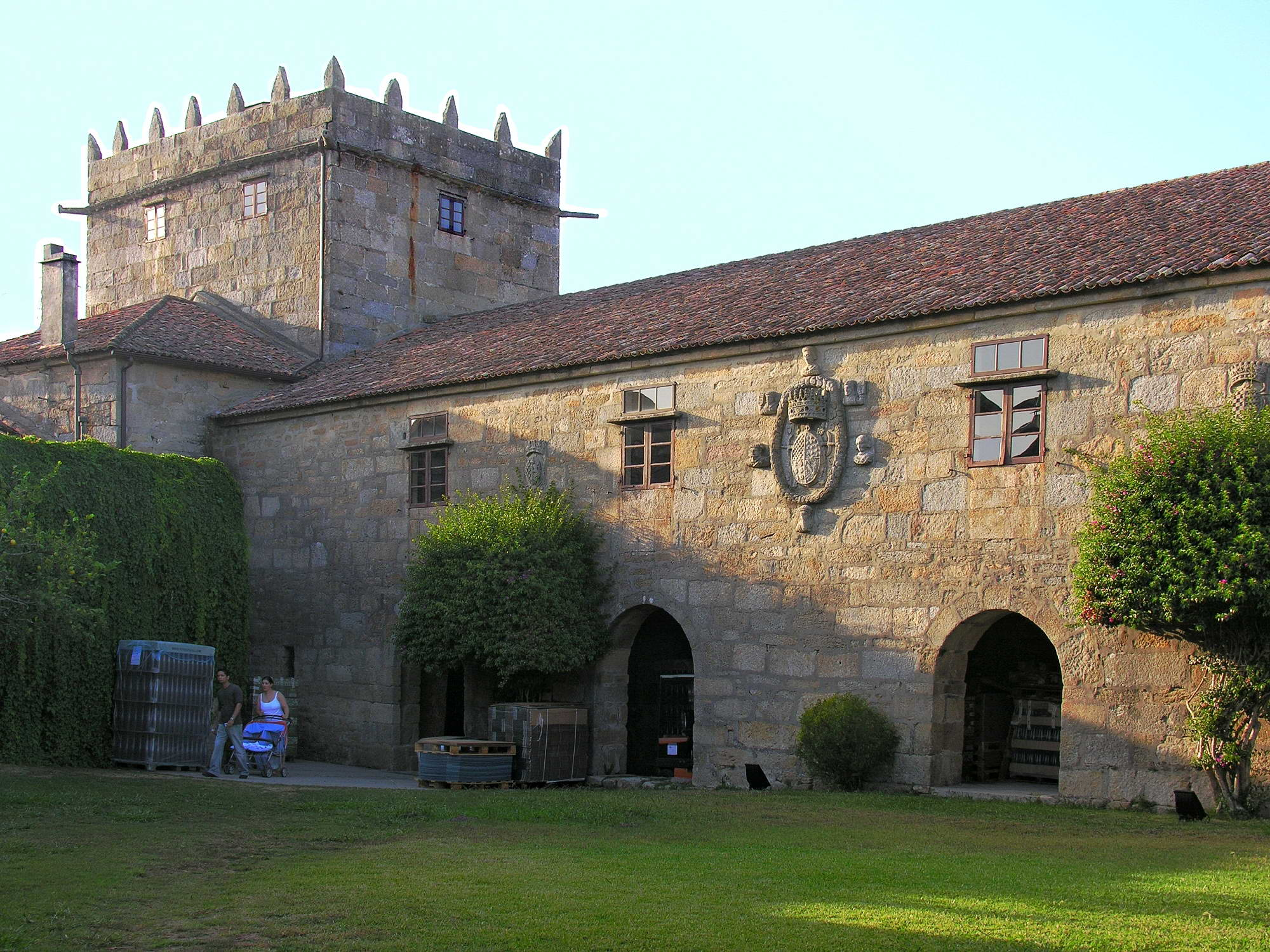
Pazo de Fefiñáns, Cambados
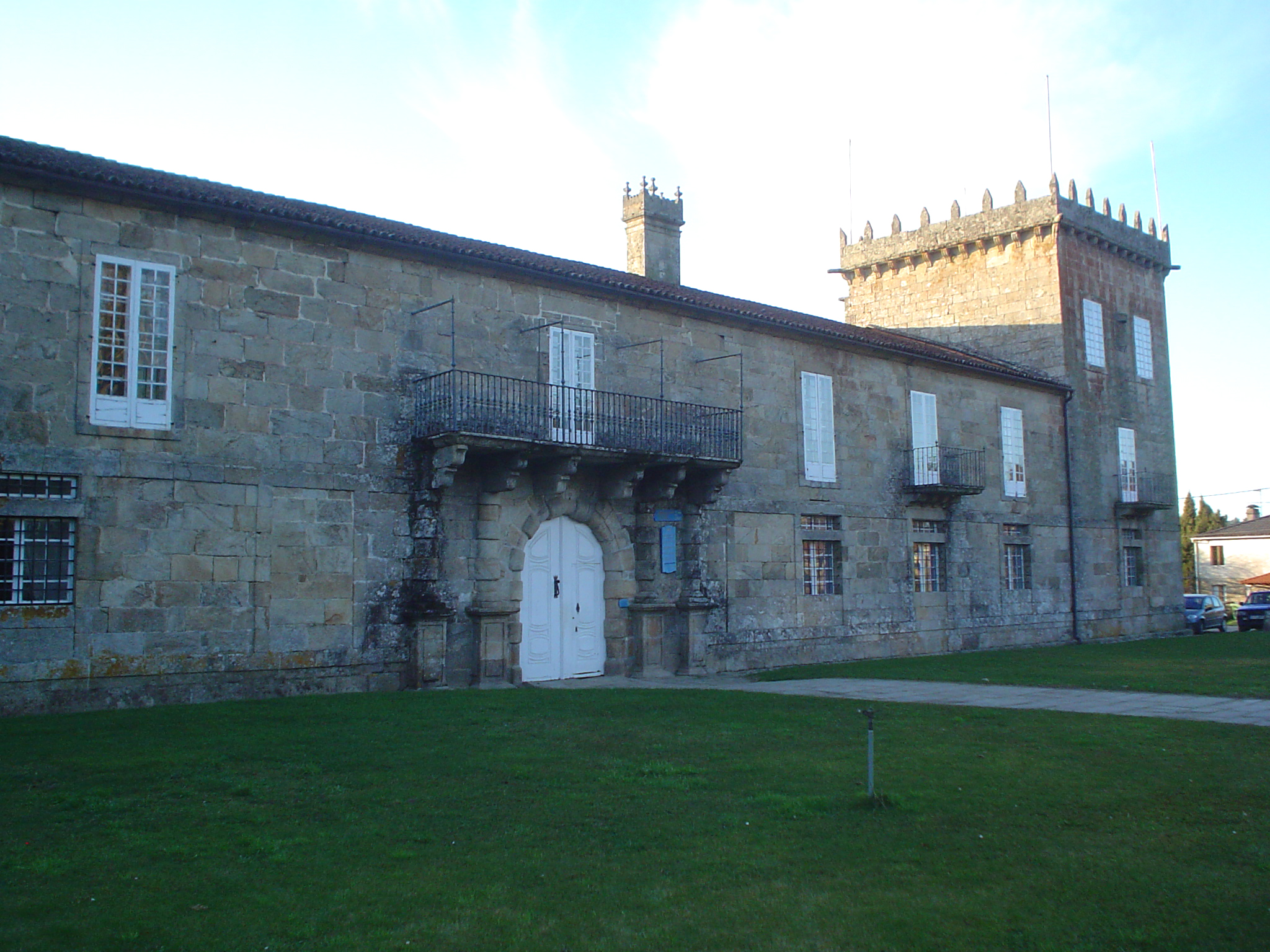
Pazo de Oca, A Estrada
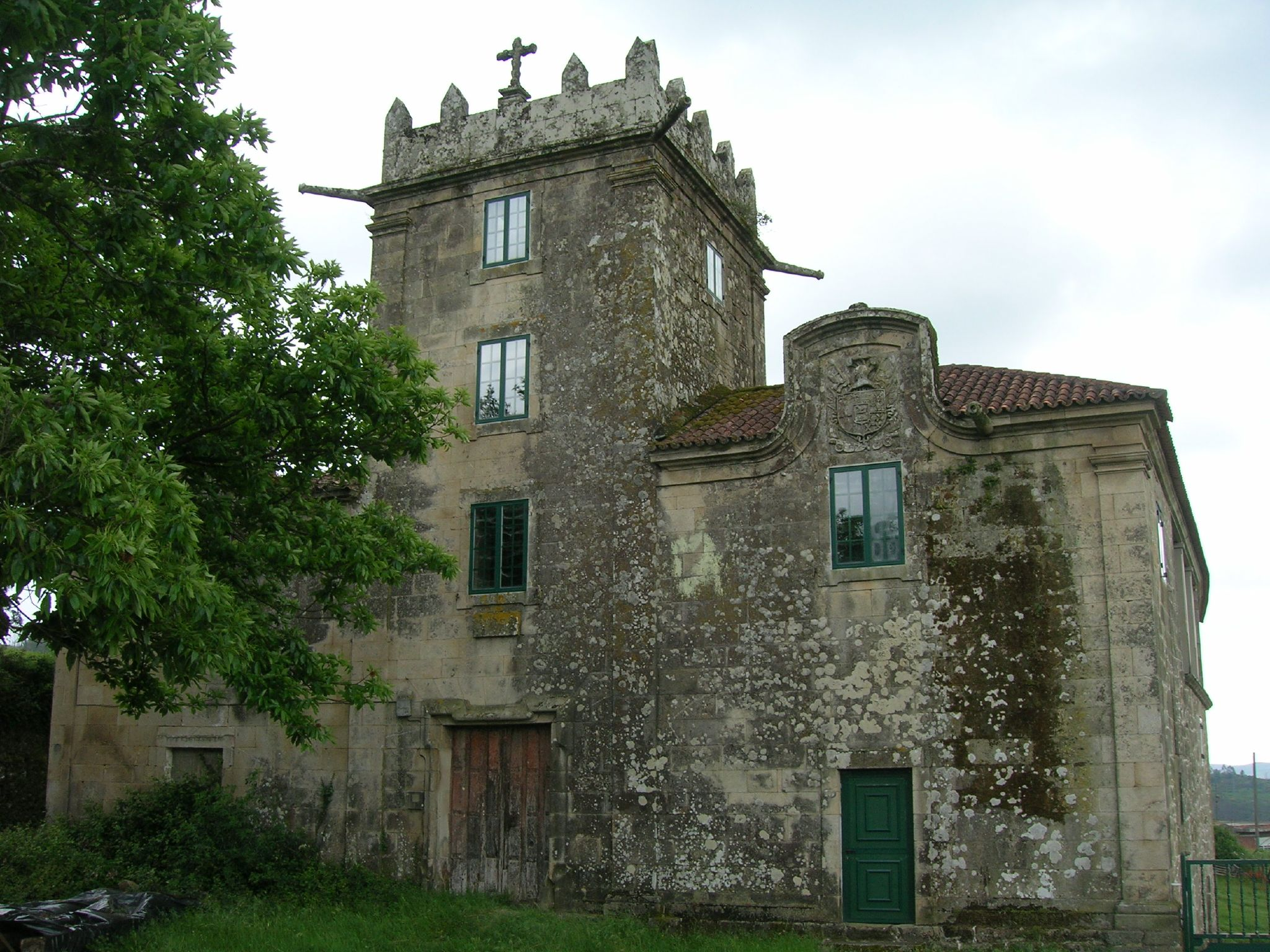
Pazo Bermúdez de Castro, Cotobade
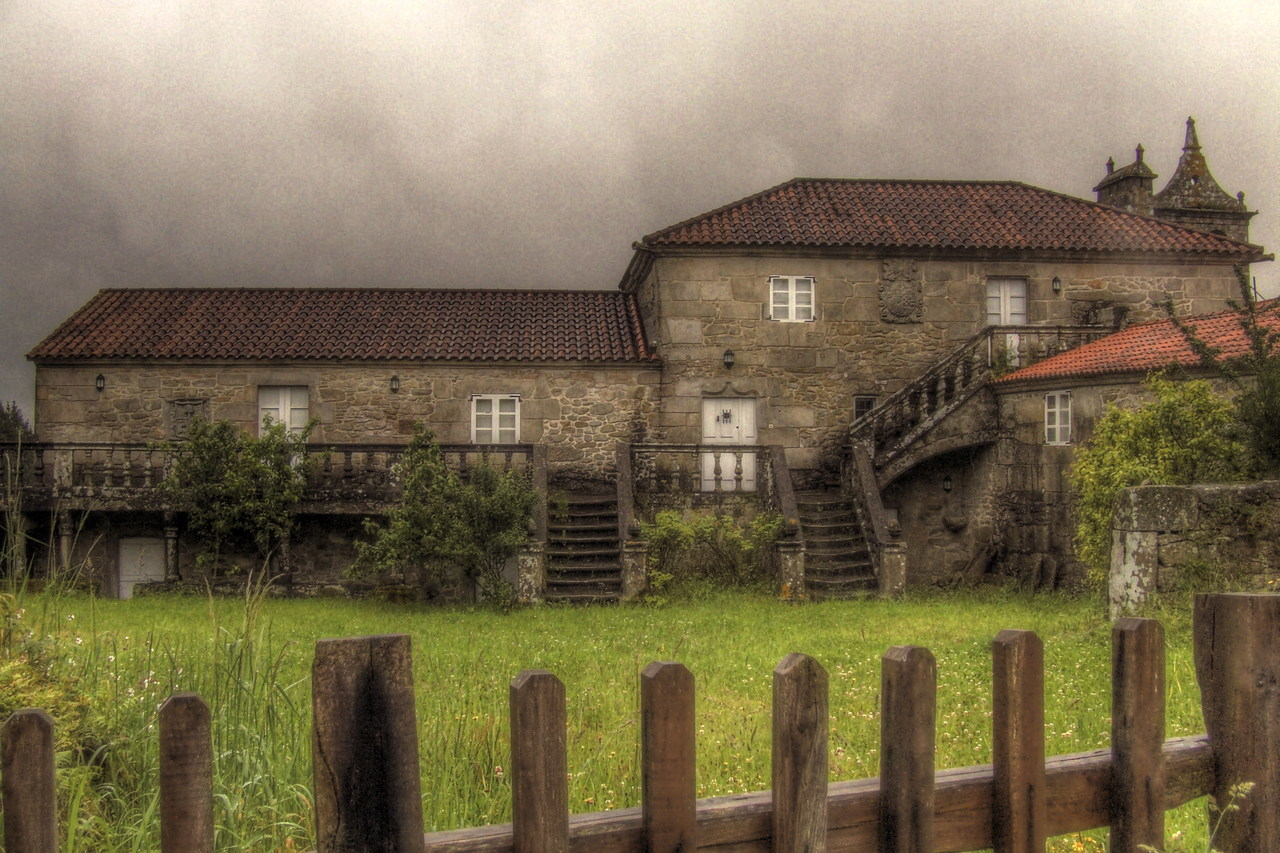
Pazo de Leis, A Baña
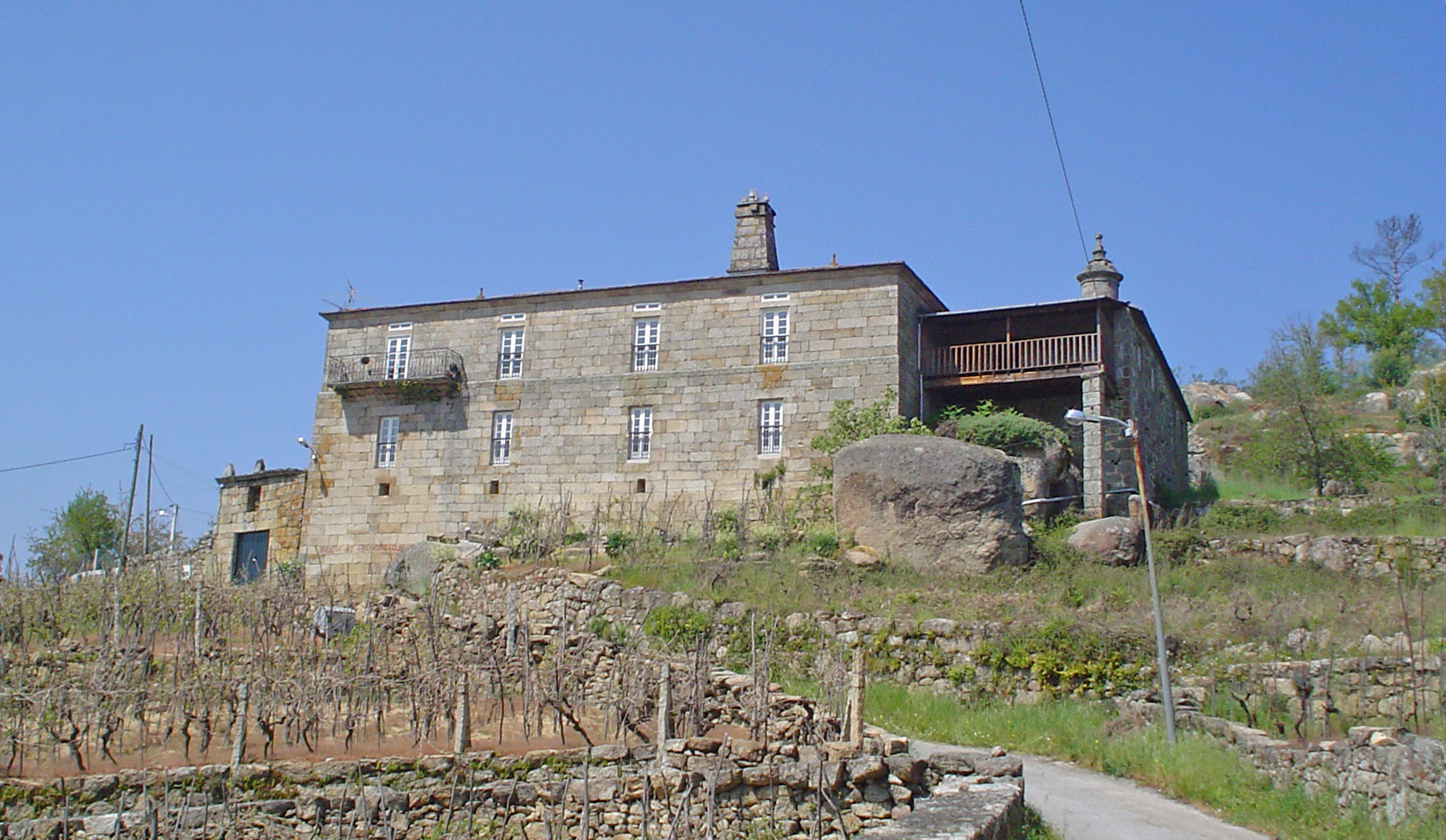
Casa grande de Lentille în Cenlle
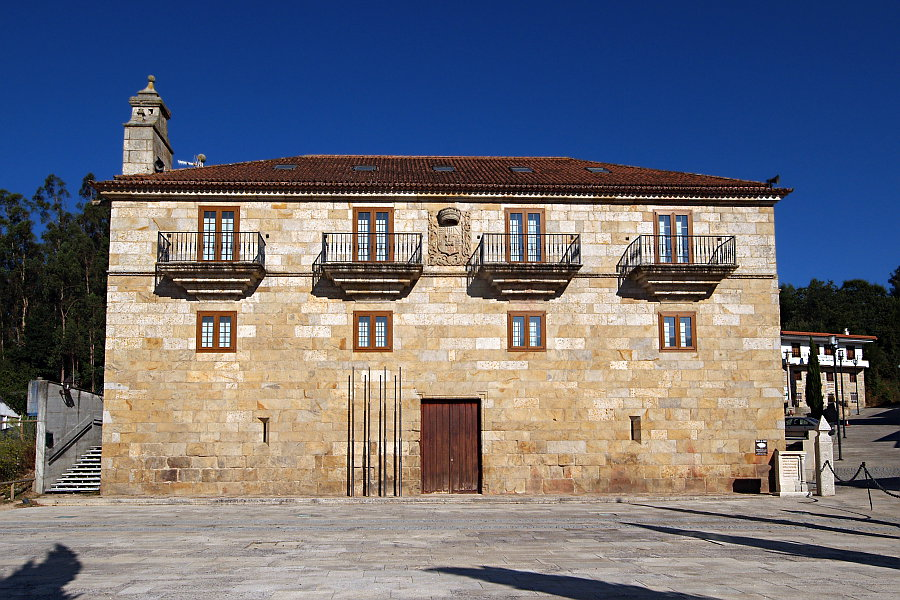
Pazo de Mos, Mos
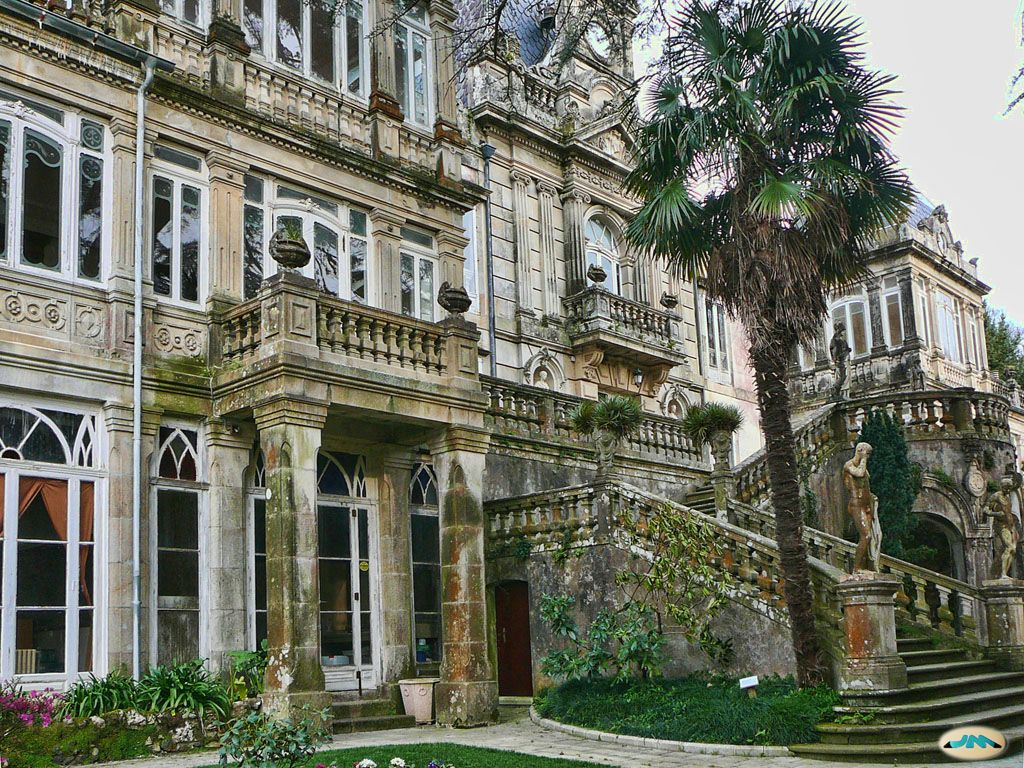
Pazo de Lourizán, Pontevedra
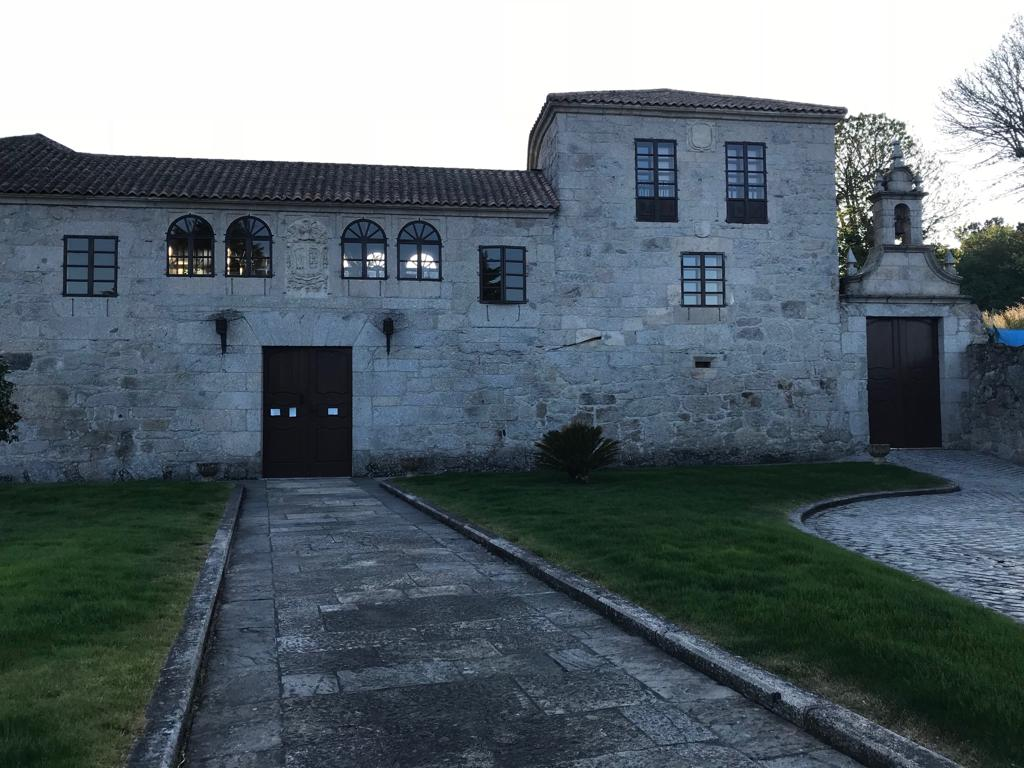
Pazo do Piñeiro, în Pesqueiras, Chantada.
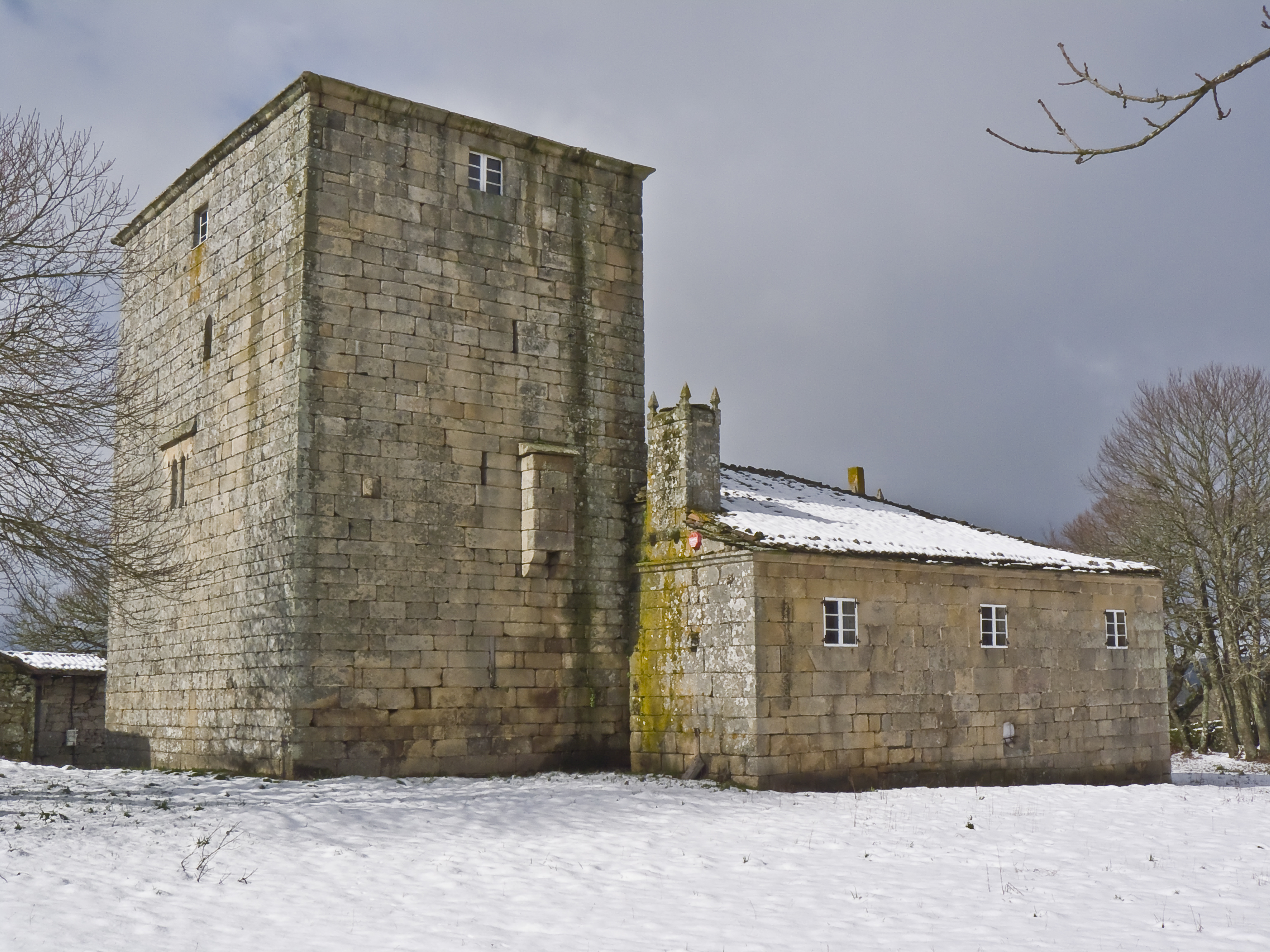
Turnul și pazo de San Miguel das Penas, Monterroso